# الكعرة
الكعرة أو القعرة منطقة عراقية في قضاء الرطبة بمحافظة الأنبار بالبادية العراقية غرب العراق، في شمال غرب مدينة الرطبة، أرضها فسيحة الأرجاء كهيئة الحوض طوله 65 كيلومتراً وعرضه 32 كيلومتراً تنحدر نحوَهُ مياه الأمطار الساقطة على الأراضي، كان بها ثلاثة آبار من الوديان، هنّ بئر الملص والحلكوم والغري وتقع بئر الشبيجة خارج نكرة الكعرة، وبئر الكعرة مساحته 624.8. والصحراء الغربية العراقية أرض منبسطة ذات ميل معتدل تمتد من حدود الأردن إلى نهر الفرات، وتنتشر في المنطقة العدید من المنخفضات الكبیرة التي تستقبل كمیات كبیرة نسبیاً من میاه السیول مثل منخفض منطقة الكعرة (وادي الملصي)  الذي هو جزء من حوض الحماد ويُعد منخفض الكعرة أهم صفة جيومورفولوجية في تلك الصحراء، ذو شكل أهليلجي يمتد من الشرق إلى الغرب أبعاده 30*60 ومساحته ألفا كيلومتر مربع. وفيها سد الكعرة سعته التخزينية بحدود أربعة ملايين متر مكعب.
والقعرة في اصطلاح الأعراب مطمأن عميق بين هضاب أو كثبان مرتفعة لا يخلو أحياناً من الماء، قال محمد رضا الشبيبي "ونرجح أن لفظ الكعرة كما يلفظها البدو محرفة عن القارة، والقارة في اللغة وفي كلام البلدانيين تعني الأكمة أو الحرّة وهي أرض ذات حجارة سود متفرقة خشنة"..